# Kai Hermann
Kai Hermann (* 29. ledna 1938 Hamburk) je německý novinář a spisovatel. Přispíval do periodik Die Zeit, Der Spiegel, Twen a Stern a uveřejnil několik knih. Spolupracoval s Christiane F. a Horstem Rieckem na knize My děti ze stanice ZOO. Za svoji činnost byl vyznamenán cenou Theodora Wolffa a Medailí Carla von Ossietzkyho; za článek Eine Liebe in Berlin v týdeníku Stern získal v roce 1998 cenu Egona Erwina Kische.

## Život
Po studiu historie a politologie na univerzitách v Tübingenu, Hamburku, Vancouveru a Harvardu byl Kai Hermann od roku 1963 redaktorem a berlínským dopisovatelem deníku Die Zeit. Po svém kritickém zpravodajství v souvislosti s nepokoji po atentátu na Rudiho Dutschkeho v roce 1968 na tuto pozici rezignoval a v roce 1969 se stal zahraničním zpravodajem časopisu Der Spiegel. Počátkem roku 1971 převzal na několik měsíců funkci šéfredaktora mládežnického časopisu twen, který ale v roce 1971 z finančních důvodů přestal vycházet. V letech 1972 až 1978 byl Hermann stálým zaměstnancem týdeníku Stern, příležitostně psal i pro jiné časopisy, od roku 1974 pro konkret.
Na jaře roku 1978 udělali Kai Hermann a Horst Rieck rozhovor s mladou narkomankou a prostitutkou Christiane Felscherinow ("Christiane F."). Přepisy pásků nahraných Hermannem a Rieckem se objevily na podzim roku 1978 jako kniha s názvem Wir Kinder vom Bahnhof Zoo. V letech 1980 a 1981 se tato kniha stala nejprodávanější knihou ve Spolkové republice Německo, byla přeložena do 15 jazyků a po celém světě se prodalo více než tři miliony výtisků. Je i povinnou četbou v mnoha německých školách. Filmovou adaptaci knihy s názvem Christiane F. – Wir Kinder vom Bahnhof Zoo režíroval v roce 1981 Uli Edel.
Kai Hermann je od roku 1978 novinářem, spisovatelem a scenáristou na volné noze. Podílel se mj. na scénáři k celovečernímu filmu Die Fälschung (1981, režie Volker Schlöndorff) podle stejnojmenného románu Nicolase Borna.
V roce 2001 Hermann vydal své jediné beletristické dílo, román pro mladé dospělé Engel und Joe. V roce 2004 byl spoluautorem autobiografie Udo Lindenberga nazvané Panik President.

## Dílo
- Die Revolte der Studenten (1967)
- Entscheidung in Mogadischu. Die 50 Tage nach Schleyers Entführung (spoluautor Peter Koch, 1977)
- Andi. Der beinahe zufällige Tod des Andreas Z., 16 (spoluautor Heiko Gebhardt, 1980)
- Deutschland. Ein Familien-Bilderbuch. Johannes Rau stellt Familien unseres Landes vor (spoluautor Wilfried Bauer, 1986)
- Yakuza. Porträt einer kriminellen Vereinigung (1990)
- Die Starken. Von Kindern, die für das Leben kämpfen (1990)
- Engel und Joe. Nach einer wahren Geschichte (2001)
- Sich aus der Flut des Gewöhnlichen herausheben. Die Kunst der großen Reportage (spoluautorka Margrit Sprecher, 2001)